# Uvadhevifushi
Uvadhevifushi est une petite île inhabitée des Maldives.

## Géographie
Uvadhevifushi est située au Sud des Maldives, à l'Est de l'atoll Hadhdhunmathi, dans la subdivision de Laamu. Elle se trouve à environ 250 km de la capitale Malé.